# 高安站 (日本)
高安站（日语：／ Takayasu eki */?）是位於大阪府八尾市山本高安町一丁目，近畿日本鐵道（近鐵）的大阪線車站。車站編號為「D13」。

## 歷史
- 1925年（大正14年）9月30日 - 大阪電氣軌道八木線八尾站（現時為近鐵八尾站）至恩智站之間開通，此站啟用[1]。
- 1931年（昭和6年）4月 - 加設引上線。
- 1941年（昭和16年）3月15日 - 大阪電氣軌道與参宮急行電鐵合併，關西急行鐵道成立[1]。
- 1944年（昭和19年）6月1日 - 關西急行鐵道與南海鐵道（為南海電氣鐵道的前身）合併，成為近畿日本鐵道的車站[1]。
- 1961年（昭和36年）3月20日　- 跨站式站房開始啟用。
- 1995年（平成7年）3月16日 - 月台延長至可容納10卡[2]。
- 2007年（平成19年）4月1日 - 車站可以使用PiTaPa[3]。

## 車站構造

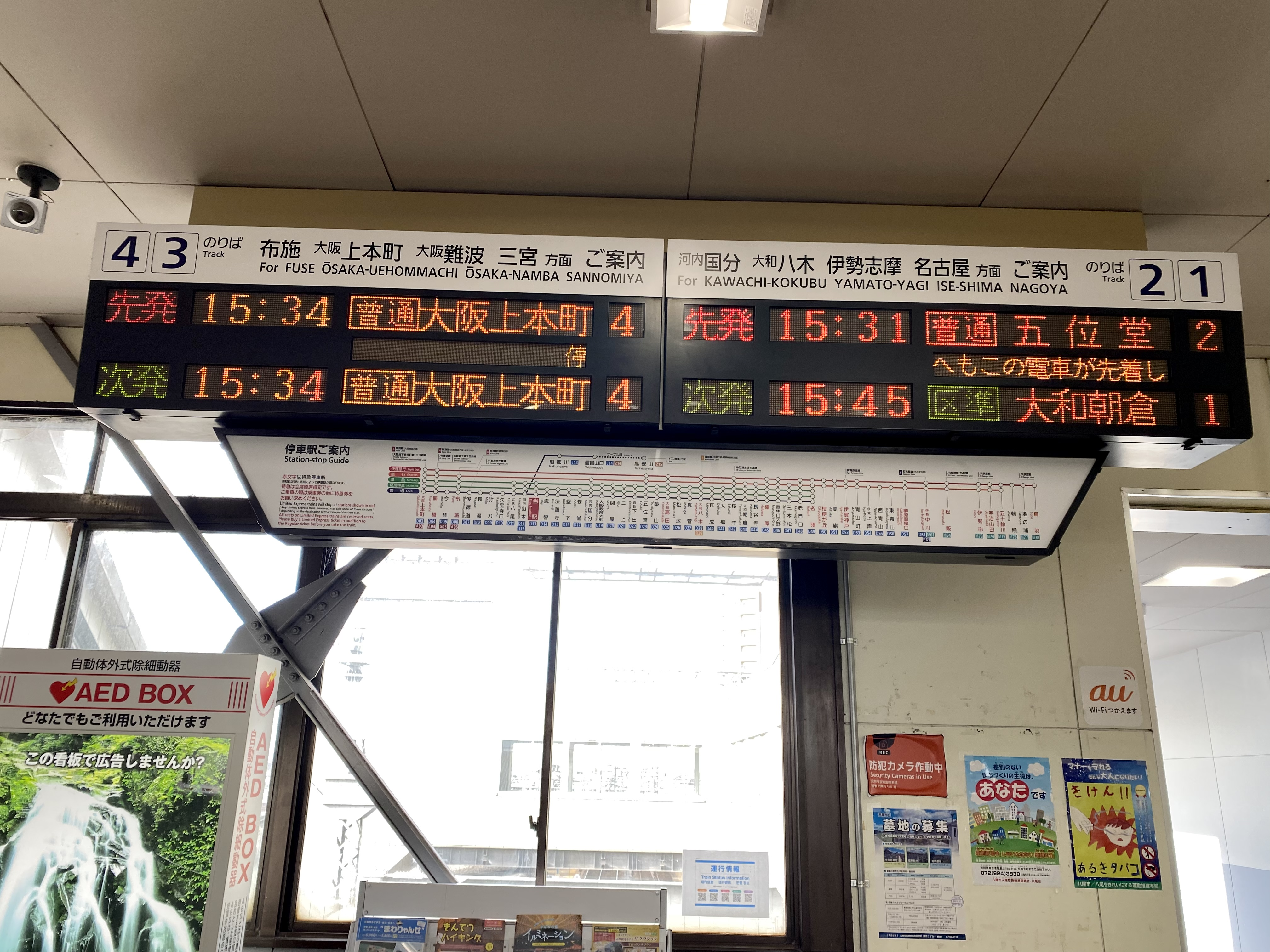
列車出發資訊屏
(2022年10月)

車站為地面車站，設有2面4線的島式月台和跨站式站房。此站可進行列車待避。車站只有一處閘口，閘口位於近大和八木一方。月台可容納10卡車廂。
此站和鄰站河內山本站的跨站式站房均於1961年落成啟用（此站的啟用日期為3月20日，河內山本站則為同年3月29日）。那兩座站房是在私鐵中最早加設跨站式站房之一。

### 月台
| 月台 | 路線   | 上下行 | 方向                                     |
| ---- | ------ | ------ | ---------------------------------------- |
| 1、2 | 大阪線 | 下行   | 河內國分、大和八木、伊勢志摩、名古屋方向 |
| 3、4 | 大阪線 | 上行   | 大阪上本町、大阪難波、尼崎、神戶三宮方向 |

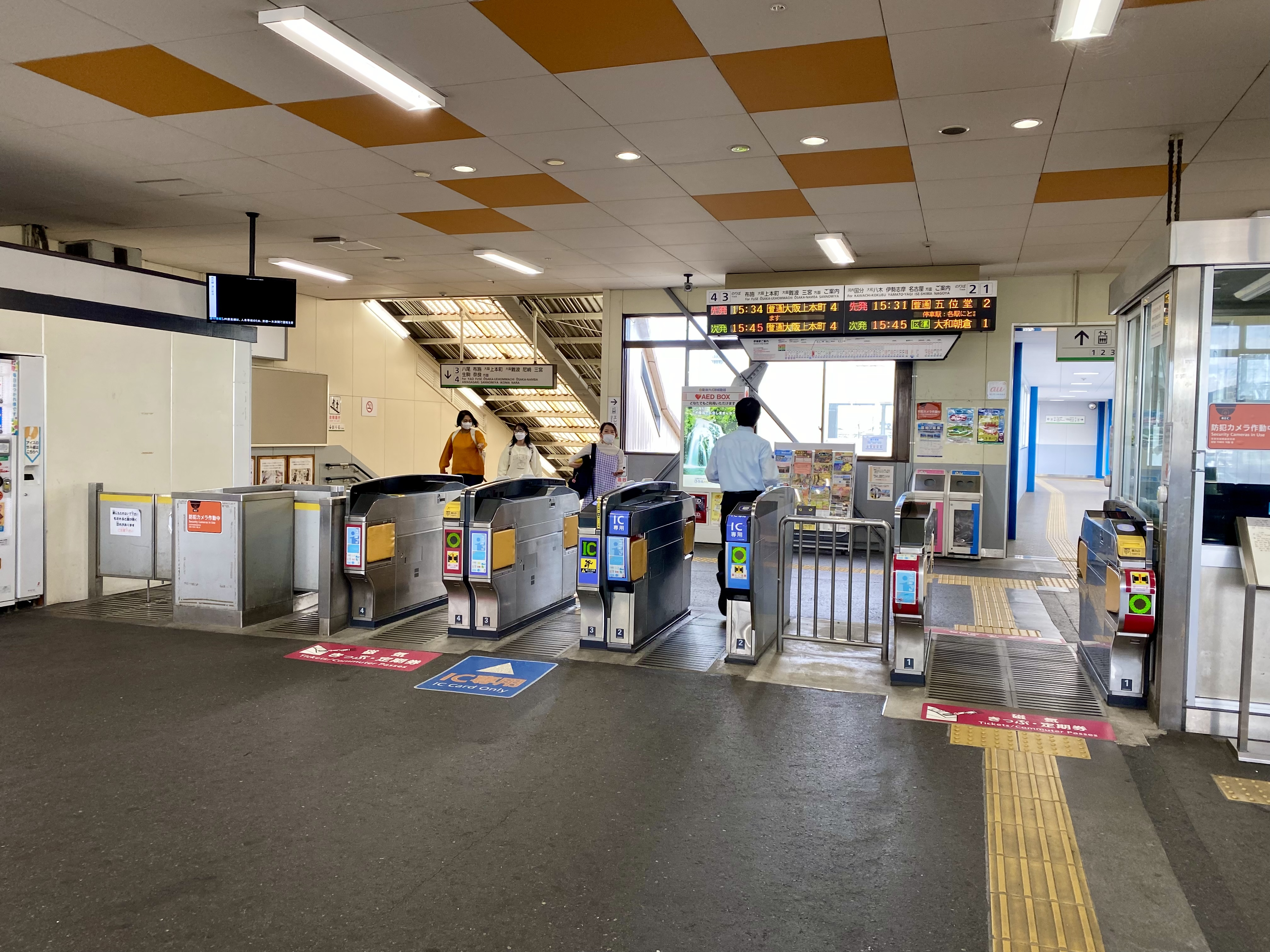
閘口(2022年10月)
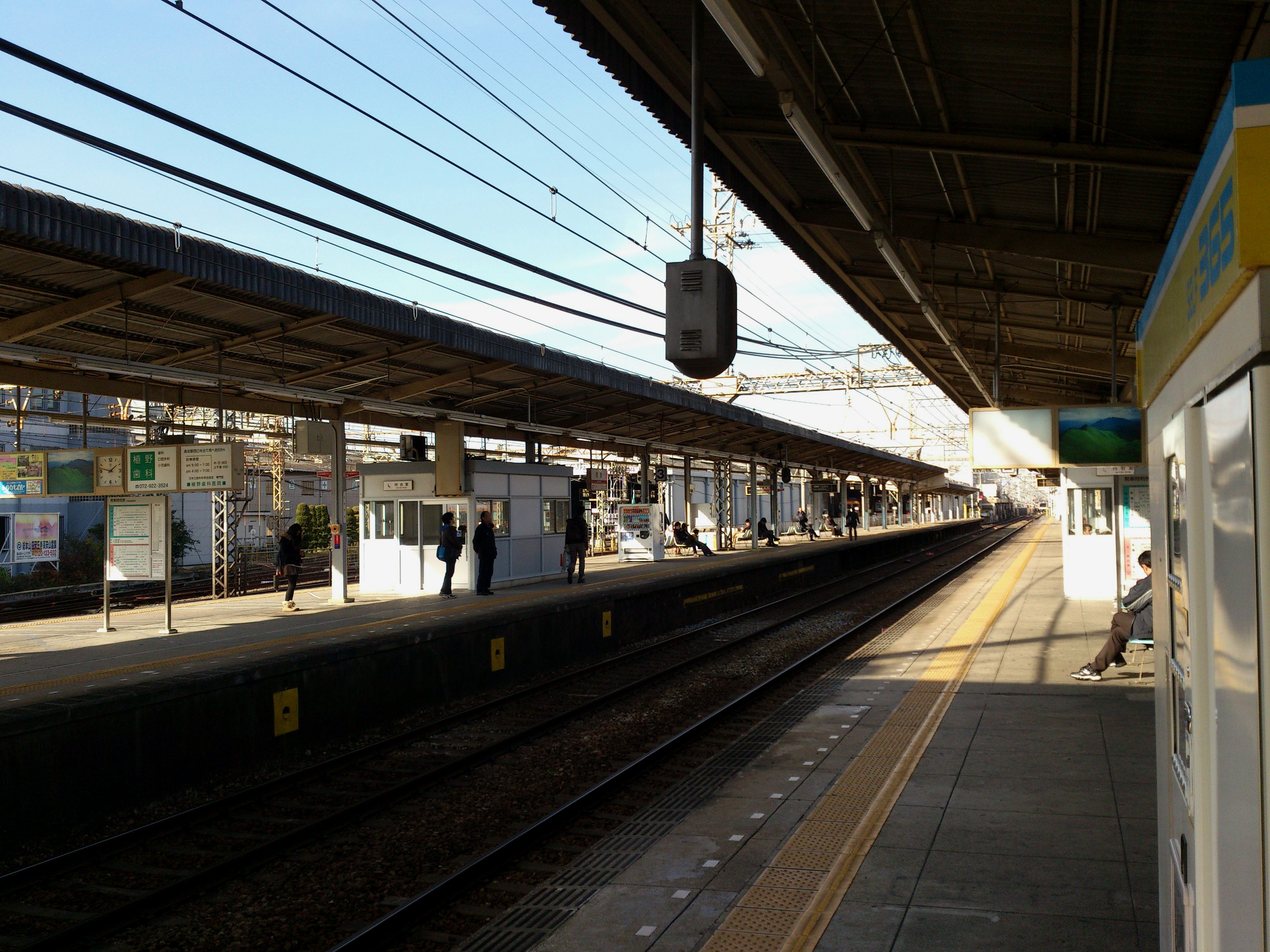
月台

- 內側2線（2、3號月台）為主本線，外側2線（1、4號月台）為待避線。

## 特徴
停站列車

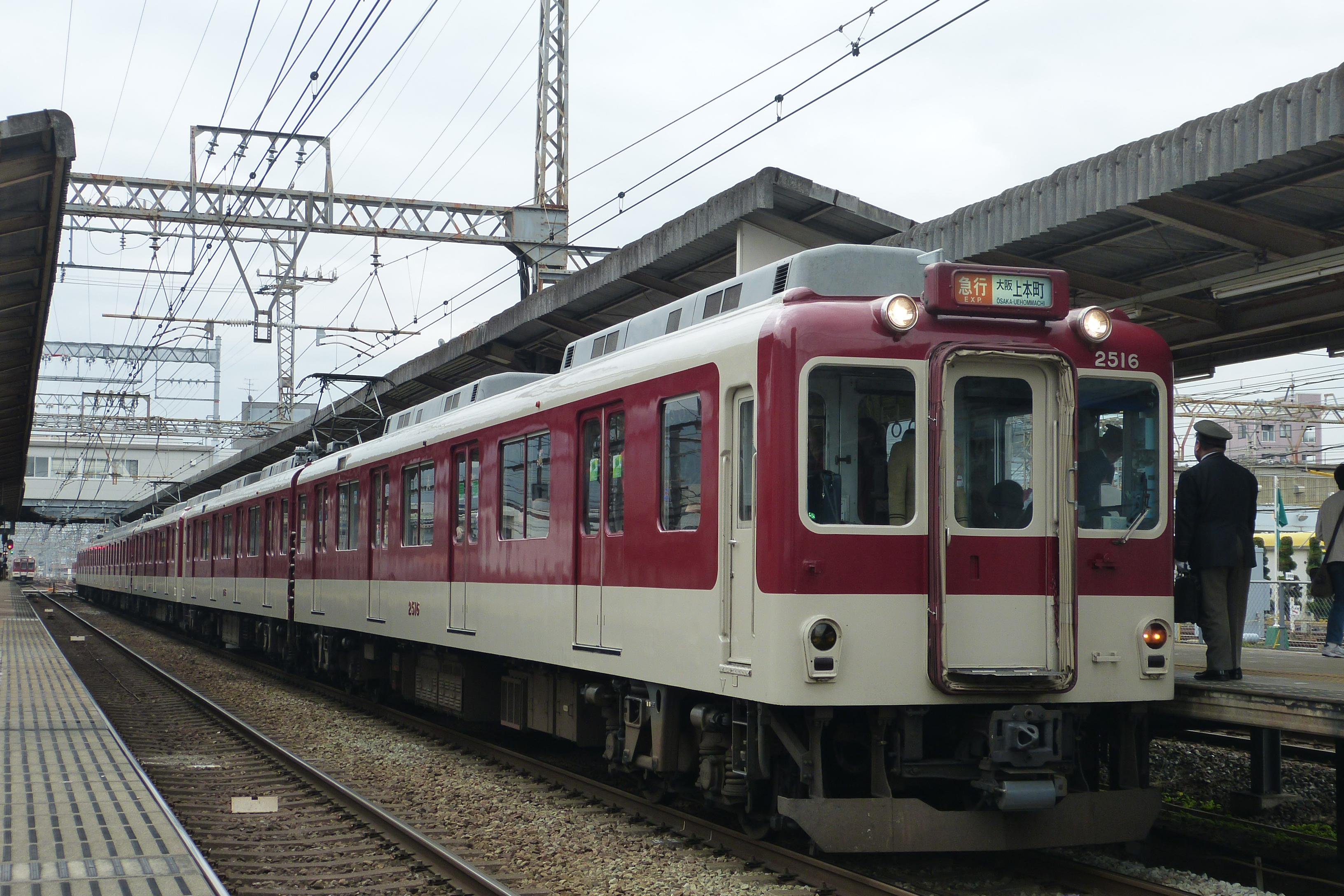
2012年11月10日舉行近鐵鐵路節，因此急行實施臨時停車。前2輛、後4輛為2410系。

- 只有準急以下的一般列車停靠，為大阪線其中一處可折返的車站[6]。
  - 全日此站設有列車在此站折返。在日間毎小時設有5班從大阪方向的普通列車停靠此站，當中4班會在此站折返[6]。另外，主要在繁忙時間前後時段，設有數班準急列車從此站出發或以此站為終點站[6]。
  - 關於名張方向的列車，早上設有普通列車從此站出發前往大和朝倉，在晚間設有1班尾班車以此站為終點站。
- 8或10卡編成的準急或區間準急列車只會行走於大阪上本町站至此站之間，因此準急、區間準急列車會在此站解連或連掛。在2020年時間表修正後，只有準急列車會在此站進行解連或連掛。
- 在一般時間表下，急行會通過此站。但是在2012年以後，當鄰近的高安車廠舉行近鐵鐵路節（日语：きんてつ鉄道まつり）當日，急行會臨時停靠此站，月台和大堂的列車出發資訊屏已經對應此列車類別顯示。
  - 在2017年引入車內自動廣播中，當鐵路節舉行當日，且急行執行臨時停靠此站時，上行列車會在河內國分站，下行列車會在布施站於出發後，列車長會使用人聲廣播。

營業上
- 此站是由近鐵八尾站管理的有人車站。設有可使用PiTaPa、ICOCA的自動閘機（日语：自動改札機）和自動補票機（日语：自動精算機）（可支援回數（日语：回数乗車券）卡及IC卡，以及IC卡增值功能）。
- 車站設有售票特急票和定期票的專用自動售票機[7]。

車廠
- 車站西邊設有高安檢車區（日语：高安検車区）（高安車廠）、高安檢修中心（日语：高安検修センター）（工場）。
  - 高安檢車區是大阪線列車所屬車廠，設有南面和北面的留置線。也設有洗車路軌和引上線，一直延伸至河內山本站附近。
  - 高安檢修中心在1930年建成，這個巨大的檢修車廠，是近鐵所有車站設施中現存最古老建築物。新車會由近畿車輛工廠搬運至此，以進行整備工程和準備投入服務前的程序。另外，也會為一些較高車齡的列車進行車體翻新工程。在1982年，五位堂檢修車廠（日语：五位堂検修車庫）啟用前，高安工場也進行列車全體檢査、重要部分檢査。

## 使用狀況
在2018年11月13日，1日的上下車人次為11,202人。
以下為各年度1日平均乘車、上下車人次列表。
| 年度               | 特定日   | 特定日     | 特定日   | 1日平均 乘車人次 | 參考資料 |
| 年度               | 調査日   | 上下車人次 | 乘車人次 | 1日平均 乘車人次 | 參考資料 |
| ------------------ | -------- | ---------- | -------- | ---------------- | -------- |
| 1990年（平成02年） | 11月06日 | 16,189     | 8,264    | 8,188            | [ 10 ]   |
| 1991年（平成03年） | -        | -          | -        |                  |          |
| 1992年（平成04年） | 11月10日 | 15,683     | 7,919    | 8,265            | [ 11 ]   |
| 1993年（平成05年） | -        | -          | -        | 8,264            |          |
| 1994年（平成06年） | -        | -          | -        | 8,162            |          |
| 1995年（平成07年） | 12月05日 | 16,033     | 8,114    | 8,289            | [ 12 ]   |
| 1996年（平成08年） | -        | -          | -        | 8,217            |          |
| 1997年（平成09年） | -        | -          | -        | 7,905            |          |
| 1998年（平成10年） | 11月10日 | 15,504     | 7,826    | 7,686            | [ 13 ]   |
| 1999年（平成11年） | -        | -          | -        | 7,529            |          |
| 2000年（平成12年） | 11月07日 | 14,456     | 7,268    | 7,339            | [ 14 ]   |
| 2001年（平成13年） | -        | -          | -        | 7,073            |          |
| 2002年（平成14年） | -        | -          | -        | 6,855            |          |
| 2003年（平成15年） | 11月11日 | 12,743     | 6,572    | 6,722            | [ 15 ]   |
| 2004年（平成16年） | -        | -          | -        | 6,596            |          |
| 2005年（平成17年） | 11月08日 | 12,373     | 6,370    | 6,496            | [ 16 ]   |
| 2006年（平成18年） | -        | -          | -        | 6,449            |          |
| 2007年（平成19年） | -        | -          | -        | 6,327            |          |
| 2008年（平成20年） | 11月18日 | 11,934     | 6,076    | 6,229            | [ 17 ]   |
| 2009年（平成21年） | -        | -          | -        | 6,043            |          |
| 2010年（平成22年） | 11月09日 | 11,395     | 5,773    | 5,961            | [ 18 ]   |
| 2011年（平成23年） | -        | -          | -        | 5,887            |          |
| 2012年（平成24年） | 11月13日 | 11,236     | 5,741    | 5,962            | [ 19 ]   |
| 2013年（平成25年） | -        | -          | -        | 6,030            |          |
| 2014年（平成26年） | -        | -          | -        | 5,962            |          |
| 2015年（平成27年） | 11月10日 | 11,538     | 5,866    | 6,095            | [ 20 ]   |
| 2016年（平成28年） | -        | -          | -        | 6,064            |          |
| 2017年（平成29年） | -        | -          | -        | 6,034            |          |
| 2018年（平成30年） | 11月13日 | 11,202     | 5,707    |                  | [ 21 ]   |

## 車站周邊
西出口
- 玉串川（日语：玉串川）
- 高安櫻商店街（日语：高安さくら商店街）
- 八尾高安郵局
- 八尾市立山本球場（日语：八尾市立山本球場）
- 八尾市立綜合體育館（日语：八尾市立総合体育館）
- 清友幼稚園（日语：清友幼稚園）
- 八尾市立南山本小學（日语：八尾市立南山本小学校）
- 八尾市立曙川中學（日语：八尾市立曙川中学校）
- 金光八尾中學‧高等學校（日语：金光八尾中学校・高等学校）

東出口
- 恩智川（日语：恩智川）
- 教興寺（日语：教興寺）
- 高安站前商店街
- 八尾市立高安西小學（日语：八尾市立高安西小学校）
- 八尾駕駛學校（日语：八尾自動車教習所）
- 大阪外環狀線（日语：大阪外環状線）

## 相鄰車站
近畿日本鐵道
 大阪線
■快速急行、■急行
通過
■準急
河內山本（D12）－高安（D13）－河內國分（D18）
■區間準急、■普通
河內山本（D12）－高安（D13）－恩智（D14）

## 注腳
1. 1 2 3  曾根悟（監修）. . 朝日百科週刊. 2號 近畿日本鐵道 1. 朝日新聞出版. 2010-08-22: 18–23. ISBN 978-4-02-340132-7.
2. ↑  . 交通新聞 (交通新聞社). 1995-02-15: 3.
3. ↑   (pdf) (新闻稿). 近畿日本鐵道. 2007-01-30  [2016-03-09]. （原始内容存档 (PDF)于2016-08-07）.
4. ↑  『最近20年のあゆみ 創業70周年記念』P.390 年表 近畿日本鉄道1980年
5. ↑  「鐵道畫刊」1992年12月特刊號＜特集＞近畿日本鐵道 P.159『近鐵路線上觀察學』吉川文夫。
6. 1 2 3  近鐵時間表2018年3月17日時間表修正號，p.124 - p.147・p.284 - p.306
7. ↑  近鐵時間表2018年3月17日時間表修正號，p.70 - p.87
8. ↑  駅別乗降人員 大阪線 （页面存档备份，存于） - 近畿日本鐵道
9. ↑  八尾市統計書
10. ↑  大阪府統計年鑑（平成3年）PDF
11. ↑  大阪府統計年鑑（平成5年）PDF
12. ↑  大阪府統計年鑑（平成8年）PDF
13. ↑  大阪府統計年鑑（平成11年）PDF
14. ↑  大阪府統計年鑑（平成13年）PDF
15. ↑  大阪府統計年鑑（平成16年）PDF
16. ↑  大阪府統計年鑑（平成18年）PDF
17. ↑  大阪府統計年鑑（平成21年）PDF
18. ↑  大阪府統計年鑑（平成23年）PDF
19. ↑  大阪府統計年鑑（平成25年）PDF
20. ↑  大阪府統計年鑑（平成28年）PDF
21. ↑  大阪府統計年鑑（令和元年）PDF

## 外部連結
- 高安 - 近畿日本鐵道